# Последний забой
«После́дний забо́й» — российский фильм 2006 года.
Фильм Сергея Боброва по сценарию Юрия Короткова и Валерия Тодоровского снят кинокомпанией «Рекун» по заказу ФГУП ВГТРК «Телеканал „Россия“». Премьера состоялась 10 мая 2007 года.

## Сюжет
Фильм начинается с похорон шахтёров, которые умерли в руднике. Очередная авария на шахте не становится ничем новым для людей из небольшого посёлка. Герои фильма решают свести счёты с жизнью, и каждый из них имеет на то свою собственную причину. У Сергея не хватает денег прокормить большую семью, и он надеется, что компенсация поможет его жене и детям. Кроме того, уехавшая в город дочь стала проституткой. У Анатолия нет средств на лечение своей жены Тони. Девушка молодого шахтёра Андрея выиграла конкурс красоты и теперь думает, что он слишком некрасив для неё. Взрывнику Ефиму Ильичу тяжко живётся после того, как его семья уехала в Израиль. Попытка самоподрыва оказывается неудачной, люди выжили и видят свет в дыму, который заполнил шахту после взрыва. В финальном отрезке фильма все они куда-то едут по снегу на мотоцикле.

## В ролях
| Актёр             | Роль                |
| ----------------- | ------------------- |
| Сергей Гармаш     | Сергей              |
| Нина Усатова      | Галина, жена Сергея |
| Наталья Наумова   | Настя, дочь Сергея  |
| Пётр Зайченко     | Анатолий            |
| Татьяна Шкрабак   | Тоня, жена Анатолия |
| Артур Смольянинов | Андрей              |
| Юлия Снигирь      | Анжела              |
| Ольга Хохлова     | Мама Анжелы         |
| Алексей Горбунов  | Ефим Ильич          |
| Татьяна Лютаева   | Тамара Михайловна   |
| Сергей Акимов     |                     |

## Награды
- 2006 год — Приз за лучший сценарий на кинофестивале «Окно в Европу» в Выборге (Валерий Тодоровский, Юрий Коротков).
- 2007 год — Приз Maximo за лучшую режиссуру на МТФ RomaFictionFest в Риме (Сергей Бобров)[1].